# ملعب بي إم أو فيلد

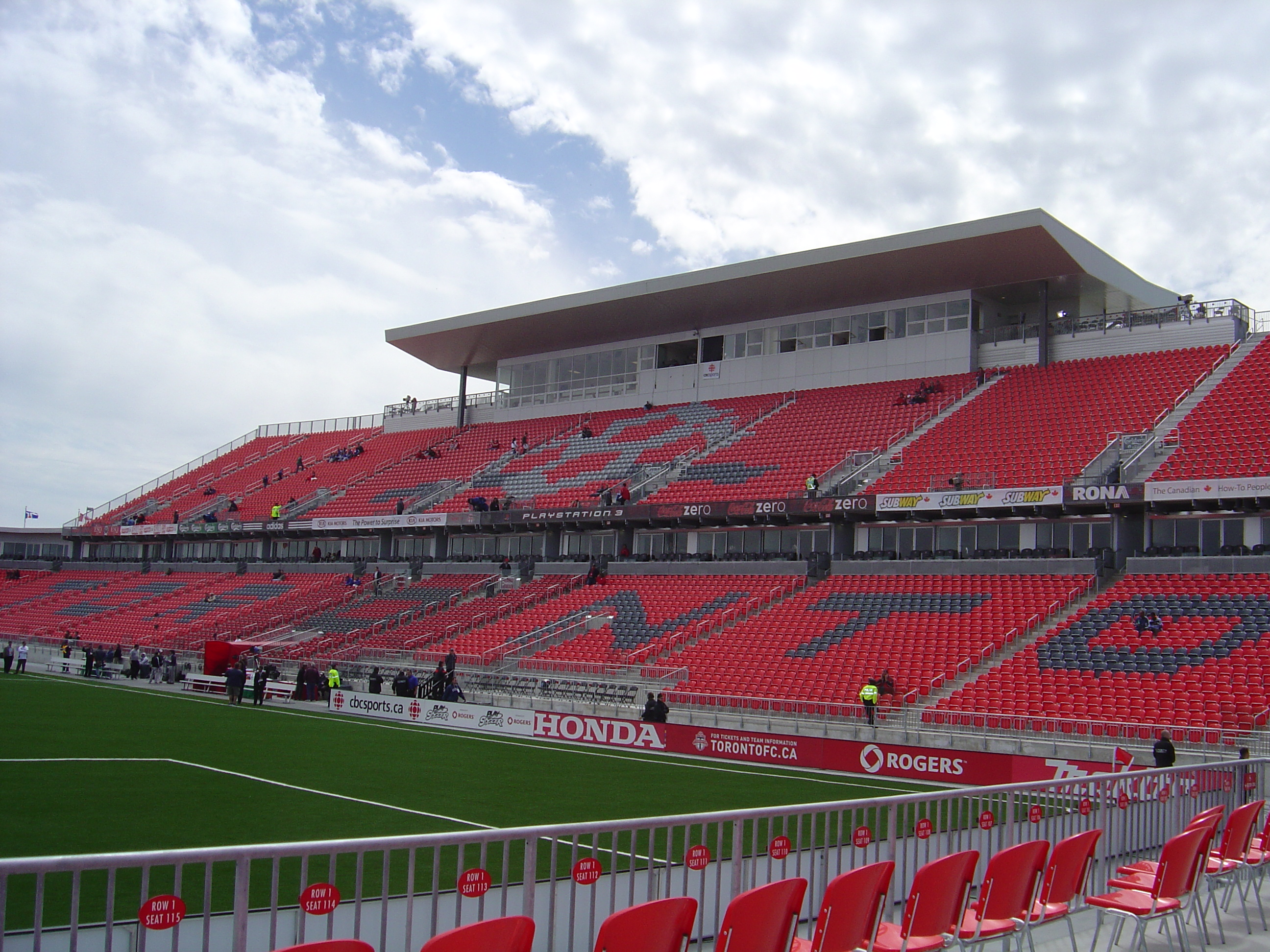

ملعب بي إم أو هو ملعب كرة قدم يقع في مدينة تورونتو الكندية . يسع الملعب لجلوس 20,500 متفرج . يعتبر الملعب الرسمي الذي يخوض فيه منتخب كندا مبارياته الدولية . تم افتتاح الملعب في 28 أبريل 2007 .